# ルパン三世 天使の策略 〜夢のカケラは殺しの香り〜
- ルパン三世 > ルパン三世 天使の策略 〜夢のカケラは殺しの香り〜
- トムス・エンタテインメントの作品一覧 > ルパン三世 天使の策略 〜夢のカケラは殺しの香り〜
- 金曜ロードショー > ルパン三世 天使の策略 〜夢のカケラは殺しの香り〜

『ルパン三世 天使の策略 ～夢のカケラは殺しの香り～』（ルパンさんせい てんしのタクティクス 〜ゆめのカケラはころしのかおり〜）は、モンキー・パンチ原作のアニメ『ルパン三世』のTVスペシャルシリーズ第17作。2005年7月22日に日本テレビ系の『金曜特別ロードショー』にて放送された。視聴率は19.0%。

## 概要
ロズウェル事件で墜落したUFOのカケラ「オリジナルメタル」をめぐって、ルパンファミリーとブラッディエンジェルスの攻防戦が展開する。本作の敵組織であるブラッディエンジェルスはボス、幹部、戦闘員まで全員女性で構成されており、シリーズ中でも極めて異例。また、ルパンが直接、劇中ラストで騙し討ちをされたとはいえ黒幕の組織の女ボスを射殺したこと、またテロリストとの戦いではルパン・次元・五ェ門・不二子・銭形が背中合わせにそれぞれの武器を構え、一致団結して戦うなど珍しいシーンが描かれた。また、アニメシリーズ史上で初めて銭形が自分の本名を言うシーンがある。
監督の宮繁之は、本作に対して「子供でも動きだけで楽しめ、大人は行間を読めるようなドラマを目指した。小難しい理屈は抜きに、今年も夏にルパンを見たな、という満足感を味わってもらえれば」と発言している。なお、本編とは異なるストーリーも考案されており、それを漫画化したものが『ルパン三世M』の中の一作「天使の策略 〜Another Angels〜」として発表されている。
モノマネ芸人のホリが開始3分弱の1シーンに観光客役としてとゲスト出演しており、実際にアフレコを行う様子は『TVおじゃマンボウ』で放送された。また、ホリは本作出演がきっかけで声優としての活動も行うようになった。
前年に好評だった『TV第2シリーズ』のBGM新アレンジはこの作品でも行われ、今回は「デンジャラス・ゾーン」、「スパイラルフライト・螺旋飛行」、「ワイルドクライシス・黒い陰謀」が新しくアレンジされた。また、オープニング曲も一新され、「ルパン三世'80」を2005バージョンとして新しくアレンジしたものが使用された。しかし、予告で使われたのは「ルパン三世'89」である。
作画は従来のデザインを尊重しつつも、影やハイライトを多く入れるなど、現代のアニメを意識している。また、アクションシーンにもこだわり、動画枚数は4万枚を超えたという。
本作より原作クレジットの出版元が（中央公論社）から（MPワークス/ルパン三世officialマガジン刊）に変更された。

## あらすじ
今回のルパン三世の狙いはロズウェル事件で墜落したUFOのカケラとされ、ダイヤモンドよりも硬い物質「オリジナルメタル」であった。そのためにルパンは次元大介や石川五エ門と共にネバダ州にあるグレーム・レイク空軍基地、通称「エリア51」に侵入する。ドジが多い新米女性捜査官エミリー・オブライエンを部下に警官隊を率いる銭形警部もやってくるがルパンは「オリジナルメタル」を強奪することに成功する。一方、殺人も厭わない女性のみで構成される反米テロ組織「ブラッディエンジェルス」もまた「オリジナルメタル」を狙っており、ルパン一味からの強奪を企んでいた。
アジトにて、ルパンは「オリジナルメタル」を加工するため、これを五エ門に斬ってもらおうとするが斬れないどころか斬鉄剣が刃こぼれしてしまう。次元や五エ門が去った後、峰不二子は「オリジナルメタル」をルパンから横取りし、「ブラッディエンジェルス」の幹部で男装の麗人であるレディ・ジョーに売ろうとする。しかし、ジョーは初めから不二子を殺して強奪するつもりであり、2人は戦闘に至るが、その中でメタルが偽物にすり替えられていることが判明する。ジョーは他の幹部たちにルパン一味に近づき、本物の「メタル」を奪うよう通信で命令する。
カジノで有り金をスッてしまい賭け金を欲しているルパンは、保険調査員を名乗るカジノ客の美女ソフィに金を貸してもらい親しくなる。また、次元大介は、路地裏でチンピラたちに襲われていた美人マジシャンのリンダを助ける。一方、刃こぼれてしてしまった斬鉄剣を修理するため、伝説の元刀鍛冶である研師・東甚五郎を捜す五エ門は、彼と思わしき山奥で釣りに興じる老人と会う。しかし、老人は人違いだと否定する。その帰路、五エ門は和食料理屋で女将のカオルと出会う。そして、彼らが会った美女たちこそ、それぞれ「ポイズン・ソフィ」「ボンバー・リンダ」「辻斬りカオル」の通称を持つ「ブラッディエンジェルス」の幹部たちであった。ソフィはルパンに致死効果のある自白剤を密かに飲ませ、ルパンからメタルは次元が持っているという情報を引き出す。連絡を受けたリンダは正体を表して次元を襲うも、逃げられた上に彼はメタルを持っていないことを知る。次にメンバーは五エ門を疑ってカオルが襲い、刃こぼれした斬鉄剣の五エ門を追い詰めるが、やはり彼も違い、逃げられる。
その頃、銭形はアメリカの国防長官に直々に呼び出され、「オリジナルメタル」の正体がアメリカ軍が極秘開発した兵器素材であると教えられる。そして長官はアメリカに敵対する組織もメタルを狙っているという情報を得たため、特別措置として銭形に捜査の全権を与え、なんとしてもメタルを奪還するよう厳命する。その頃、ルパンもまた祖父の時代からの知人である科学者・珍幻斎の分析により「メタル」の正体を知り、次元や五エ門らと情報交換を行う。自分たちを狙っているのが「ブラッディエンジェルス」であること、彼女らはメタルをアメリカの対立国に売ろうとしていると思われること、しかしそのためにはメタルの加工技術も必要であり、彼女たちは既にそれは持っているであろうことなどを確認し、ルパンらは今度は自分たちが彼女たちを出し抜くことを決める。五エ門は再び老人の元を訪れ、彼が刀鍛冶をやめる原因となった紅桜を折ることを条件に研いでもらえることになる。
ルパンと次元はセスナ 150で不二子が所有するプライベートの無人島に向かう。その操縦者はソフィが成り代わっていたがルパンは初めから見抜いており、軽くいなし、ソフィは逃げ出す。F-15Dに乗った銭形にも追跡されながら、島に着いたルパンらは不二子を問い詰める。そこに多数の手勢を率いて揚陸艦に乗ったジョー、ソフィ、リンダも現れ、激しい戦闘が始まる。しかし、ソフィはルパンを相手に全く手も足も出ず戦意を喪失させられてしまう。リンダは次元を追い詰めるが、油断から右肩を撃たれ、苦し紛れに起こした乱射で粉塵爆発を起こし爆死する。同じ頃、島外にいた五エ門は自分を斬りにやってきたカオルを修繕された斬鉄剣で返り討ちにし、彼女は折れた紅桜の刃が胸に突き刺さり死亡する。
多数の兵隊を率いた銭形も島にやってきている中で、抵抗を諦めたソフィはルパンに自分が反米組織に加入した動機を明かし、さらにメタルの加工技術はラベンダーの香水状の液体でボスが持っていると話す。その矢先にソフィはルパンが銃で狙われていることに気づき、彼を庇って撃たれ死亡する。銃を撃ったのは怯えた様子を見せるエミリーであり、抵抗したためやむを得なく撃ってしまったと銭形に報告する。そして銭形は呆然とするルパンに手錠をかけ、エミリーがメタルを押収する。そこにジョーが現れた上、銭形の部下たちも全員「ブラッディエンジェルス」の構成員にすり替わっており、ルパンと銭形、エミリーは彼女らに銃を向けられてメタルを要求される。ルパンと銭形は手を組み、エミリーを連れて彼女らの襲撃から逃げる。その途中でルパンは何気ない銭形との会話から、エミリーこそが「ブラッディエンジェルス」のボスであり、口封じのためにわざとソフィを撃ったと見抜く。そして彼女は正体を表し、確かに自分こそが「ブラッディエンジェルス」のボス「スパイダー・エミリー」だと名乗る。
ルパンと銭形は島の遺跡の中に逃げ込み、銭形は危機を脱するためとして手錠を外した上にルパンにワルサーも返す。大勢の敵に囲まれた状態でルパンと銭形は反抗し、油断したエミリーから香水を奪う。そこにジョーが不二子を人質にとって現れ、抵抗を諦めるよう宣告するが、次元と五エ門も合流して不二子も敵から逃れる。なおも多勢に無勢の中でルパン一味と銭形は敵を翻弄し、間もなく銭形に呼ばれた米軍も駆けつけ、ジョー以下、「ブラッディエンジェルス」の構成員たちは拘束される。
エミリーは密かにその場から逃げ出し、島からの脱出を図ろうとしたが、ルパン一味にはバレていた。エミリーは自分が「オリジナルメタル」をまだ持っているため、取引を持ちかけようとするが、実は初めからそれも偽物であり、本物は斬鉄剣を研ぐために五エ門が持っていた。取引は成立せず、エミリーは泣いて許しを乞う。ルパンがワルサーが汚れるとして銃口を下げて背を向けた瞬間、彼女は隠していた銃でルパンを撃とうとするが、それを見越していたルパンに射殺される。その後、銭形は潜水艇で海底に沈んだ「オリジナルメタル」を見つけるも、それはエミリーが持っていた偽物であった。本物はルパン一味のアジトの壊れた蛇口の代用部品となっていたのだった。

## 登場人物

### メインキャラクター
ルパン三世
かの名高き怪盗アルセーヌ・ルパンの孫で、自らも世界的な大怪盗かつ変装の達人。
不二子に送る指輪にしたいと、宇宙からやってきたとされる「オリジナルメタル」を狙う。一連の騒動ではポイズン・ソフィに執拗に狙われる。
次元大介
コンバットマグナムを使う射撃の名手でルパンの相棒。
ルパンの嘘によって「オリジナルメタル」を持っていると疑われ、ボンバー・リンダに身柄を狙われる。
石川五ェ門
古の大泥棒・石川五ェ門の十三代目。最強の刀「斬鉄剣」を使う居合い抜きの達人。
刃こぼれした斬鉄剣の修繕のため、著名な研ぎ師・東甚五郎の行方を捜す。その中で妖刀「紅桜」を持ったカオルに襲われる。
峰不二子
ルパン一味の紅一点で、付かず離れずの存在。時にはルパン達を利用したり、裏切ったりすることも多い。
いつものようにルパンを出し抜き「オリジナルメタル」による利益を独占しようとする。後半では自身のプライベートの無人島を戦場にされてしまう。
銭形警部
ルパン一味を追うICPOの捜査官。ルパン専任捜査官であるため、ルパンに関係する事件なら世界中どこでも捜査権が認められている。
新米捜査官のエミリーを部下にルパンを追う。後半ではアメリカ国防長官から直々にルパン捜査の支援を約束され、アメリカ軍特殊部隊を率いる。

### ゲストキャラクター
エミリー・オブライエン
新米捜査官。本作における銭形の部下（相棒）。
赤毛とそばかす、丸眼鏡が特徴の頼りない言動の女性捜査官。基本的にドジで銭形の足を引っ張るも、銭形からは出来の悪い子ほど可愛いと慰められる。中盤で銭形がアメリカの部隊を率いることになると、巧みな言動で引き続き銭形の部下としてルパン捜査に関わる。
実は「ブラッディエンジェルス」の首領スパイダー・エミリー。正体を現すと眼鏡を外し、目つきも鋭くなる。また冒頭に登場する「ブラッディエンジェルス」アジトの城壁には本来の姿の彼女の巨大な肖像画が描かれている。本性は残忍で、また金のためには仲間の命も厭わない。また、オリジナルメタルを加工するのに必要なラベンダーの香りの香水を常に所持している。
ポイズン・ソフィ
「ブラッディエンジェルス」の4人の幹部「ラッキークローバー」の一人。
毒物の扱いに長けた金髪碧眼のショートカットの美女。20歳。工作員として自白剤や空中散布用の睡眠剤を用いるほか、戦闘の際には毒矢を仕込んだボーガンを武器に用いる。カジノにて保険調査員を名乗ってルパンに近づき、「オリジナルメタル」を手に入れようとする。しかし、完全にルパンに手のひらで踊らされ、それでいて自分の命を取ろうともしないことに強い憤りを覚える。
かつてアメリカ軍兵士の恋人がいたが、味方の爆撃に巻き込まれて死亡し、それがきっかけでアメリカ政府に反感を覚え「ブラッディエンジェルス」に入ったという。その恋人はルパンとどこか雰囲気が似ており、自分を楽しませてくれる人だったと回顧している。
ボンバー・リンダ
「ブラッディエンジェルス」の4人の幹部「ラッキークローバー」の一人。
爆発物と銃器の扱いに長けた浅黒い肌と緑色のショートカットが特徴の美女。22歳。表向きはジャズバーで働くマジシャンで、実際にマジックのテクニックもある。「オリジナルメタル」を手に入れるため、路地裏でチンピラに襲われているという形で次元に接近する。自身がマジックを行うバーに次元を誘うが、そこでソフィより次元がメタルを持っているという情報を得たために、当初はマジックの演目に見せかけて彼を射殺しようとする。
レディ・ジョー
「ブラッディエンジェルス」の4人の幹部「ラッキークローバー」の一人。
ジークンドーの達人で、体術に長けた紫の髪の男装の麗人。24歳。泣きぼくろが特徴で、セミロングの後ろ髪を1本に束ねて垂らしている。基本的には「ラッキークローバー」のリーダー格で、他のメンバーに指令を送ったり、冒頭では不二子との取引現場に自ら現れる。終盤ではビスチェドレスに日傘といった淑女風の出立ちに変身し、傘に仕込んでいたバレットM82を得物に用いる。
終盤において本物のアメリカ軍に部下たちと共に拘束されており、「ブラッディエンジェルス」の幹部では唯一生き残っている。
辻斬りカオル
「ブラッディエンジェルス」の4人の幹部「ラッキークローバー」の一人。
居合斬りの達人で長い黒髪に和装の美女。26歳。普段は日本食屋の女将として振る舞い、見た目通り淑女然としているが、持つ者を血に飢えた獣に変える妖刀「紅桜」を持ち、戦闘の際には凶暴化する。刃こぼれしていたとはいえ五エ門を追い詰めるなど剣術の腕は高い。「オリジナルメタル」を手に入れるため五エ門を襲うことになるものの、彼女自身は最後まで五ェ門を斬る事にこだわっていた。
東甚五郎
元刀鍛冶で有名な刀磨ぎ師。
山奥で一人魚釣りをする隠遁した老人。元々腕の良い刀鍛冶であったが妖刀紅桜を打ってしまった後悔から研ぎ師となり、それも今はやめていた。五エ門より斬鉄剣の修繕を頼まれるが、人違いだとして頑なに断る。しかし、物語後半で「必ず紅桜を葬り去る」という条件で斬鉄剣を研ぐことを受ける。
珍幻斎
科学者。
表向きは古本屋を営む老人。ルパンとは彼の祖父（ルパン一世）からの知り合いという人物で、ルパンを「坊っちゃん」と呼ぶ。ルパンからオリジナルメタルの解析を依頼され、それが宇宙から飛来したUFOの破片ではなく、プラズマ兵器開発の要となるエネルギー物質であると報告する。
国防長官
アメリカ合衆国国防長官。
物語中盤において銭形を直々に呼び出し、「オリジナルメタル」の正体を明かした上で、銭形にアメリカ軍特殊部隊の指揮権を与え、メタルの奪還を厳命する。

## 声の出演
- ルパン三世 - 栗田貫一
- 銭形警部 - 納谷悟朗
- 次元大介 - 小林清志
- 石川五ェ門 - 井上真樹夫
- 峰不二子 - 増山江威子
- エミリー・オブライエン（スパイダー・エミリー） - 松井菜桜子
- ポイズン・ソフィ - 能登麻美子
- ボンバー・リンダ - 新井里美
- レディ・ジョー - 浅野まゆみ
- 辻斬りカオル - 田中敦子
- 東甚五郎 - 永井一郎
- 珍幻斎 - 穂積隆信
- 国防長官 - 有本欽隆
- 新米警官 - 田島裕也
- バーテン - 中田雅之
- チンピラA - 伊丸岡篤
- チンピラB - 渡辺英雄
- チンピラC - 櫛田泰道
- ウェイトレス - よのひかり
- ブラッディエンジェルス兵 - 小野涼子
- ブラッディエンジェルス兵 - 大野エリ
- 観光客 - ホリ

## スタッフ
- 原作 - モンキー・パンチ（MPワークス、ルパン三世officialマガジン刊）
- 監督 - 宮繁之
- 脚本 - 前川淳
- 音楽 - 大野雄二
- 音楽監督 - 鈴木清司
- 音響監督 - 加藤敏
- 音響効果 - 糸川幸良
- 音響制作 - 東北新社
- 音響制作担当 - 大野拓也
- 美術監督 - 宮野隆
- キャラクターデザイン・総作画監督 - 平山智
- メカニックデザイン・メカニック作画監督 - 水村良男
- 作画監督 - 石本英治、小林利充
- 絵コンテ - 宮繁之、中村哲治
- 色彩設計 - 児玉尚子
- 撮影監督・CG監修 - 下山真吾
- 編集 - 佐野由里子
- 演出 - 殿勝秀樹
- プロデューサー - 中谷敏夫（日本テレビ）、大石祐道（TMS）
- アニメーションプロデューサー - 浄園祐（TMS）
- 脚本プロデューサー - 飯岡順一
- 音楽プロデューサー - 山田慎也、穂山賢一、澤藤弘一
- エンディングテーマ「夢のカケラ」
  - 作詞 - DOUBLE
  - 作曲 - 大野雄二
  - 歌 - DOUBLE
  - サウンドトラック - 「ルパン三世『天使の策略』～夢のカケラは殺しの香り～ オリジナル・サウンドトラック」
- 企画・制作 - 日本テレビ、トムス・エンタテインメント
- 製作・著作 - トムス・エンタテインメント